# Mutarotacja

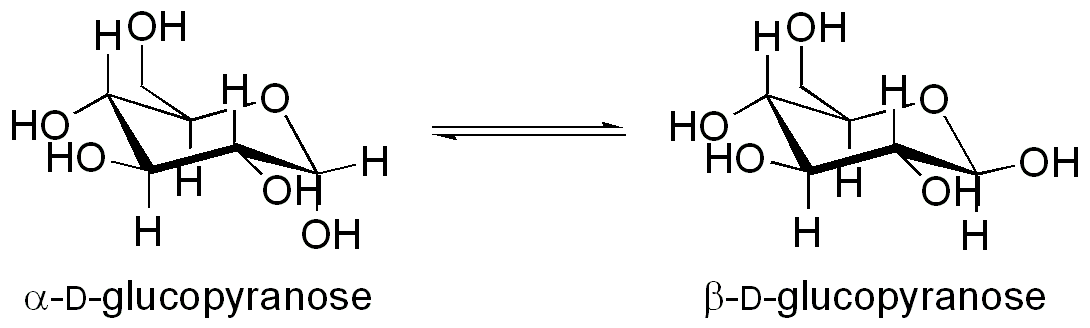
Mutarotacja glukozy

Mutarotacja (łac. mutare – zmieniać + rotatio – obrót) – polega na zmianie wartości liczbowej kąta skręcania płaszczyzny światła spolaryzowanego przechodzącego przez roztwory substancji ulegających epimeryzacji. W przypadku sacharydów spowodowana jest stopniowym przechodzeniem anomeru α w β. Jest wynikiem tautomerycznych równowag, ustalających się w roztworach cukrów (np. w stanie równowagi roztwór wodny D-glukozy zawiera 36% formy α i 64% formy β). Przewaga formy β-D-glukozy wynika stąd, że odmiana ta jest korzystniejsza energetycznie, gdyż w konformacji krzesłowej wszystkie podstawniki są w pozycjach ekwatorialnych. Mutarotacja jest zjawiskiem, występującym u większości sacharydów (nie występuje np. w roztworze sacharozy, gdyż w tym disacharydzie oba anomeryczne atomy węgla są zablokowane wiązaniem O-glikozydowym). Jest charakterystyczna dla cukrów redukujących.

## Mechanizm mutarotacji
Mechanizm polega na ataku pary elektronowej atomu tlenu grupy hydroksylowej przy przedostatnim atomie węgla w łańcuchu na karbonylowy atom węgla grupy aldehydowej lub ketonowej. Karbonylowy atom węgla posiada strukturę płaską, trójkątną o hybrydyzacji sp2 i jest połączony z atomem tlenu wiązaniem podwójnym. Z tego powodu atak pary elektronowej atomu tlenu grupy OH może nastąpić z jednej bądź z drugiej strony płaszczyzny grupy karbonylowej tworząc odpowiednio formę cykliczną z atomem tlenu przy atomie węgla C1 (w aldozach) lub C2 (w ketozach) skierowanym do góry lub na dół.
W roztworze wodnym obie formy anomeryczne ulegają ciągłemu przekształceniu jedna w drugą. Reakcja katalizowana jest zarówno przez kwasy, jak i zasady, a najszybciej zachodzi, gdy w roztworze znajdują się zarówno katalizatory kwasowe i zasadowe.

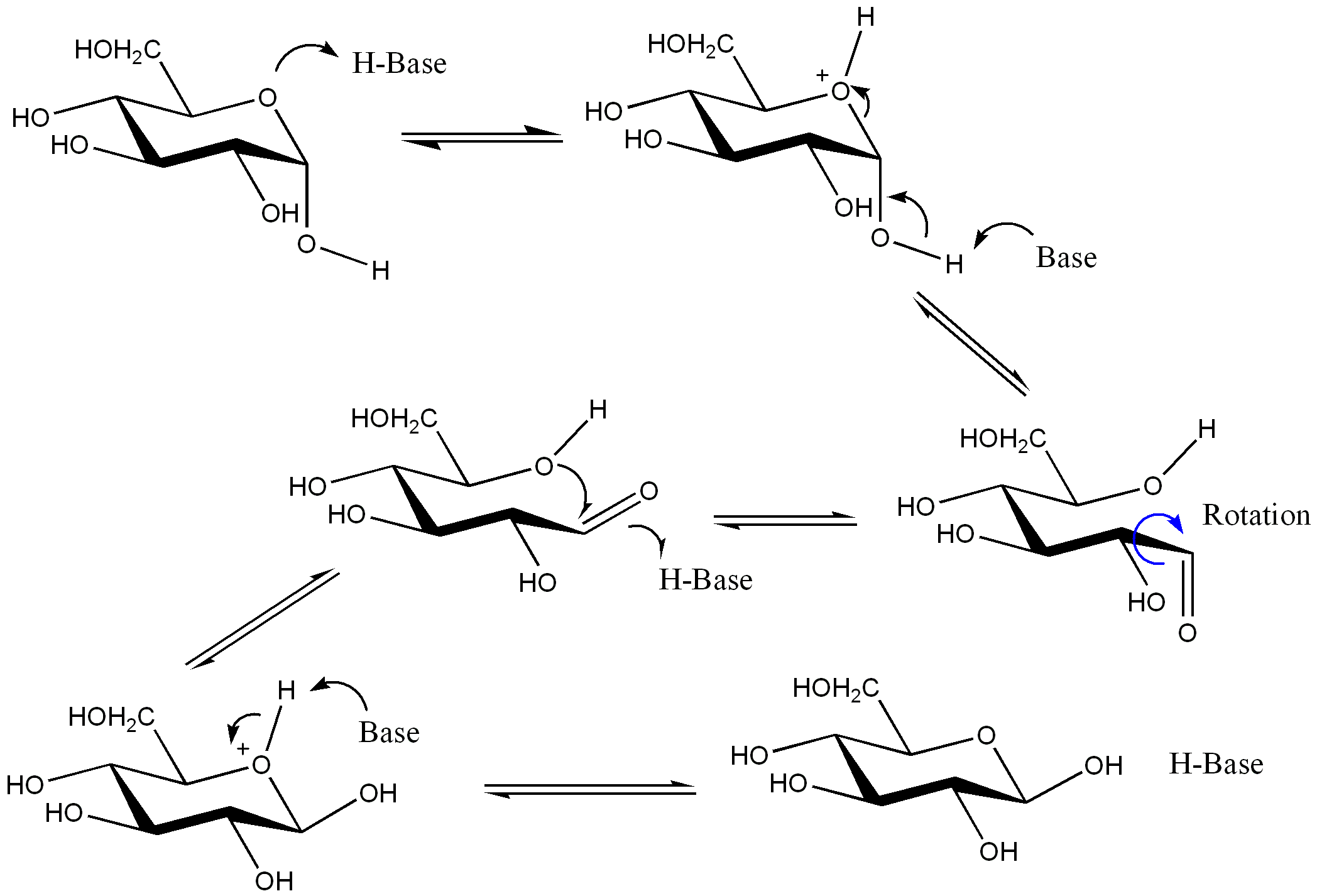
Mechanizm mutarotacji glukozy: Kwas "H-Base" protonuje tlen endocykliczny formy cyklicznej cukru, a zasada "Base" odrywa proton z anomerycznej grupy hydroksylowej, co prowadzi do formy liniowej cukru. Grupa aldehydowa może ulec rotacji wokół wiązania C1–C2, w wyniku czego po powrocie do formy cyklicznej powstaje mieszanina anomerów α i β.